# 종예
종예(宗預, 188년 ~ 264년)은 중국 삼국시대 촉한의 장수로, 자는 덕염(德艶)이며, 형주(刑州) 남양군(南陽郡) 안중현(安衆県) 사람이다.

## 행적
건안 연간에 사이에 장비를 수행해 촉으로 들어갔으며, 건흥 연간에 제갈량이 주부로 삼았고 이후 참군, 우중랑장으로 관직이 올랐다.
234년, 제갈량이 오장원에서 병사하자 오나라는 위나라가 촉이 쇠약해진 틈을 타 촉을 공격할까 우려해 파구의 수비병 1만 명을 늘렸으며, 촉이 이 소식을 듣고 영안의 수비를 강화했다.
종예가 오나라의 사신으로 파견되어 손권에게 찾아가자 손권이 정색하며 촉한에서 백제성의 수비를 강화한 것에 대해 추궁하자 종예는 동오와 촉한 모두 수비병을 늘린 것은 사세상 당연한 일이니 추궁하실 만한 일이 아닙니다!라고 반박했으며, 손권이 강직함을 칭찬해 등지와 비의에 견주었다고 한다.
이후 관직이 올라 시중이 되었다가 상서로 전임되었으며, 247년, 둔기교위에 임명되었다. 같은 해, 거기장군 등지가 강주에서 돌아와 예기에서 나이 60세이면 군역을 지지 않는다면서 병권을 받았으니 어찌된 것입니까?라고 묻자, 종예는 공께서는 나이 70세에도 병권을 물리지 않는데 나라고 60세에 받지 못겠습니까?라고 말했다.
등지의 성정이 교만해 비의 등을 포함해 모두가 피했지만 종예는 홀로 굽히지 않았으며, 이후 다시 동오를 방문했다가 헤어질 때 손권이 군이 매번 명을 받아 양국의 우호를 다져왔지만 둘다 나이가 많아 이후에 다시 만나지 못할까 두렵소라며 종예에게 큰 진주 1곡을 선물했다고 한다.
독영안으로 관직이 올랐다가 정서대장군에 임명되어 관내후의 작위를 받았으며, 258년, 병으로 인해 성도로 귀환했다.
261년, 진군대장군 겸 연주자사에 임명되었고, 그 때 도호 제갈첨이 처음으로 조정의 일을 통괄하게 되었는데, 요화가 제갈첨을 찾아가 의탁하자고 말하자 종예는 우리 나이가 70세를 넘었으니 욕심을 부릴 나이는 이미 지났고 죽을 날도 얼마 남지 않았소이다. 어린 아이에게 찾아가 구구절절 늘어놓아봐야 무엇하겠소! 그리고는 끝끝내 찾아가지 않았다고 한다.
264년, 조위의 공격으로 인해 촉한이 멸망하자 요화와 함께 낙양으로 호송되던 중 병사했다.

## 같이 보기
- 삼국지 인물 목록
- 진수 (서진)
- 배송지